# خسروان سفلی
خسروان سفلی (تفرش)، روستایی از توابع بخش فراهان شهرستان تفرش در استان مرکزی ایران است.

## جمعیت
این روستا در دهستان فشک قرار دارد و براساس سرشماری مرکز آمار ایران در سال ۱۳۸۵، جمعیت آن ۱۵۷ نفر (۴۵خانوار) بوده‌است.